# باشگاه فوتبال سموحه
باشگاه فوتبال سموحه (انگلیسی: Smouha SC) یک باشگاه فوتبال در مصر است که در لیگ برتر فوتبال مصر بازی می‌کند.